# Močovod
Močovod (lat. ureter, gr. oureter) je párový trubicový orgán vycházející z pánvičky ledvinné (pelvis renalis) a ústící do močového měchýře (vesica urinaria) Má podobu tenké trubice vystlané sliznicí, jejíž funkcí je dopravovat moč, která neustále vzniká v ledvinách, do močového měchýře, kde je shromažďována.

## Anatomie
Močovody dospělého člověka jsou dlouhé 25 - 30 cm. Močovod nálevkovitě nasedá na ledvinnou pánvičku, z vnitřní strany opouští ledvinu a probíhá retroperitoneálně , přiložený na přední ploše velkého bedrovce (m. psoas major), směrem dolů jako pars abdominalis ureteris. Břišní část močovodu je 13 - 15 cm dlouhá.
Na vstupu do malé pánve přechází přes velké kyčelní cévy, na úrovni trnu sedací kosti se močovod na svém průběhu začíná stáčet směrem dopředu, dolů a ke střední čáře (mediálně) směrem k močovému měchýři. Pánevní část močovodu, pars pelvina ureteris, je přibližně stejně dlouhá jako jeho břišní část. Před svým vyústěním močovody probíhají šikmo shora dolů skrze stěnu močového měchýře jako pars intramuralis ureteris, tento úsek je asi 2 cm dlouhý. Nakonec ústí do oblasti zvané trigonum v močovém měchýři otvorem ostium ureteris.
Průměr močovodu je přibližně 4 - 5 mm, ale na svém průběhu má každý močovod tři fyziologická zúžení, kde jeho průsvit klesá na 3 - 4 mm: první je na výstupu močovodu z pánvičky ledvinné, tzv. isthmus ureteris, druhé se nachází na přechodu cév při vstupu močovodu do pánevní dutiny a třetí místo zúžení je při průchodu stěnou močového měchýře.

### Anatomické souvislosti, topografická anatomie
Pravý močovod je při výstupu z ledviny obvykle překryt sestupnou částí dvanáctníku a při svém průběhu leží napravo od dolní duté žíly. Sestupuje při vnějším okraji pravého velkého bedrovce - mezi břišní částí močovodu a tímto svalem se nachází pouze svalová povázka, případně šlacha malého bedrovce a smíšený nerv n.genitofemoralis. Kříží ho tři páry velkých cév vycházejících z břišní aorty a dolní duté žíly: (a. et v. colica dextra, a. et. v. ileocolica) a přibližně v polovině břišního úseku i cévy pohlavní (a. et. v. testicularis/ovarica), z přední strany je pokrytý pobřišnicí.
V malé pánvi pravý močovod nejprve probíhá při boční stěně pánevní dutiny, před tepnou a. hypogastrica a mediálně vzhledem k dalšímu smíšenému nervu zvanému n. obturatorius a tepnám vyživujícím orgány pánve a svaly stehna, jmenovitě a. obturatoria, a. vesicalis inferior, střední konečníková tepna (a. rectalis media) a pupečníková tepna (a. umbilicalis), jejíž zbytek u dospělého člověka vysílá větve k močovému měchýři jako a. vesicalis superior. Jak se močovod dále stáčí směrem ke středu ke stěně močového měchýře, u muže prochází po horním konci příslušného semenného váčku a kříží se s chámovodem a cévami semenného provazce. U ženy tvoří močovod přední hranici jamky, ve které je uložen vaječník (tzv. fossa ovarica), dále močovod pokračuje rovnoběžně s boční plochou děložního krčku a horní části pochvy, přičemž na počátku tohoto úseku je 2,5 cm dlouhá část doprovázena ještě děložní tepnou a. uterina, která následně kříží močovod a zabíhá do širokého děložního vazu.
Levý močovod sestupuje po vnějším okraji levého velkého bedrovce, kříží ho pohlavní cévy a a. colica sinistra, před svým vstupem do pánve probíhá za esovitou kličkou tlustého střeva a jejím závěsem a dále má podobný průběh jako močovod na pravé straně. Je-li močový měchýř naplněný, nachází se ústí obou močovodů asi 5 cm od sebe, u prázdného, kontrahovaného měchýře se jejich vzdálenost zkracuje zhruba na polovinu.

### Močovod u zvířat
Močovody stejného původu a podobné stavby jako má člověk jsou vlastní všem blanatým obratlovcům. U savců se močovody liší jen délkou a tloušťkou, která odpovídá druhové příslušnosti. U středně velkého psa (cca 15 kg) jsou asi 10 - 15 cm dlouhé a 5 mm široké, u koně nebo skotu dosahují délky 40 - 80 cm a tloušťky 5 - 10 mm. U ptáků a plazů močovody ústí do kloaky, u ptáků obvykle do jejího úseku zvaného urodeum.

## Stavba močovodu

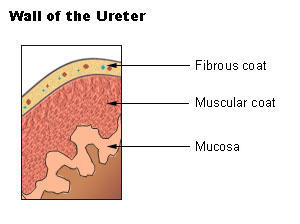
Jednoduché schema stavby stěny močovodu na příčném řezu

Močovod je tlustostěnná trubice s dutinou, která má na průřezu hvězdicovitý tvar. Stěna se skládá ze tří vrstev:
- Zevní vrstva je tvořena řídkým vazivem obecně nazývaným adventicie, lat. tunica adventitia. Její úlohou je připojení močovodu k dalším tkáním dutiny břišní a pánevní. Je plynulým pokračováním zevního pouzdra ledviny a přechází do adventicie močového měchýře.
- Nejsilnější vrstva je tvořena svalovinou, která leží mezi adventicií a sliznicí. Tato svalová vrstva, tunica muscularis, se skládá ze tří vrstev hladké svaloviny, přičemž ta vnější má vlákna uspořádaná kruhově (cirkulárně) a vnitřní vrstva močovodu podélně (longitudiálně)
- Sliznice (tunica mucosa) je hladká a v klidu tvoří podélně probíhající řasy. Močovod nemá žádnou slizniční svalovinu, jen podslizniční vazivo (lamina propria mucosaea) s velkým podílem elastických vláken. Samotný epitel je přechodný, tvořený několika vrstvami buněk, a je pokračováním přechodného epitelu močového měchýře a přechází do epitelu ledvinné pánvičky.

## Funkce močovodu
Transport moči močovodem není pasivní proces - je zajišťován stahy svalové vrstvy močovodu. Ta je řízena intramurální nervovou pletení, přičemž v horní části močovodu se nacházejí pacemakerové neurony, tvořící centrum automacie rytmu činnosti močovodu. Přítok moči do močovodu vyvolá vznik močového vřeténka: Porce moči je obklopena dutinkou tvořenou relaxovaným úsekem močovodu, vřeténko s močí je následně posouváno směrem k močovému měchýři rychlostí 1 - 6 cm/s, ve stěně močového měchýře pak vřeténko zaniká. Vznik vřeténka lze vysvětlit dvěma způsoby - může se jednat o reflexní odpověď pacemakerových neuronů na vstup moči do počátečního úseku močovodu, nebo je impulz k perilstatické vlně vytvořen roztažením močovodu porcí moči a následnou reakcí nervové pleteně ve formě přední a zadní kontrakce.
Při produkci běžného množství moči (normální ) probíhá v jednu chvíli po močovodu jen jedno vřeténko a pravý a levý močovod se střídají v činnosti. Tento typ činnosti močovodů se nazývá normotonická odpověď močovodů. Při zvýšené produkci moči dochází nejprve k rozšíření počátečního úseku močovodu a jeho zahrnutí do ledvinové pánvičky, perilstatika se zrychluje a močovody se přestávají střídat, vzniklý stav se označuje jako pyelohypotonická odpověď; přesáhne-li produkce moči v ledvinách určitou mez, močová vřeténka už nevznikají a moč odtéká močovodem neustále. Močovod je po celém průběhu rozšířený, s výjimkou několika málo oblastí, ve kterých přetrvává určité napětí stěny a zbytky reflexní aktivity. Výsledkem je hypotonická odpověď.
Reflexní funkci močovodů je možno zaznamenat jako elektrouretrogram.
Poslední úsek močovodu probíhá šikmo stěnou močového měchýře - tlak moči v plnícím se močovém měchýři se proto přenáší na močovod a automaticky ho uzavírá. Vzniká zde přirozený ventil, který zamezuje zpětnému toku moče.

## Embryonální vývoj močovodu

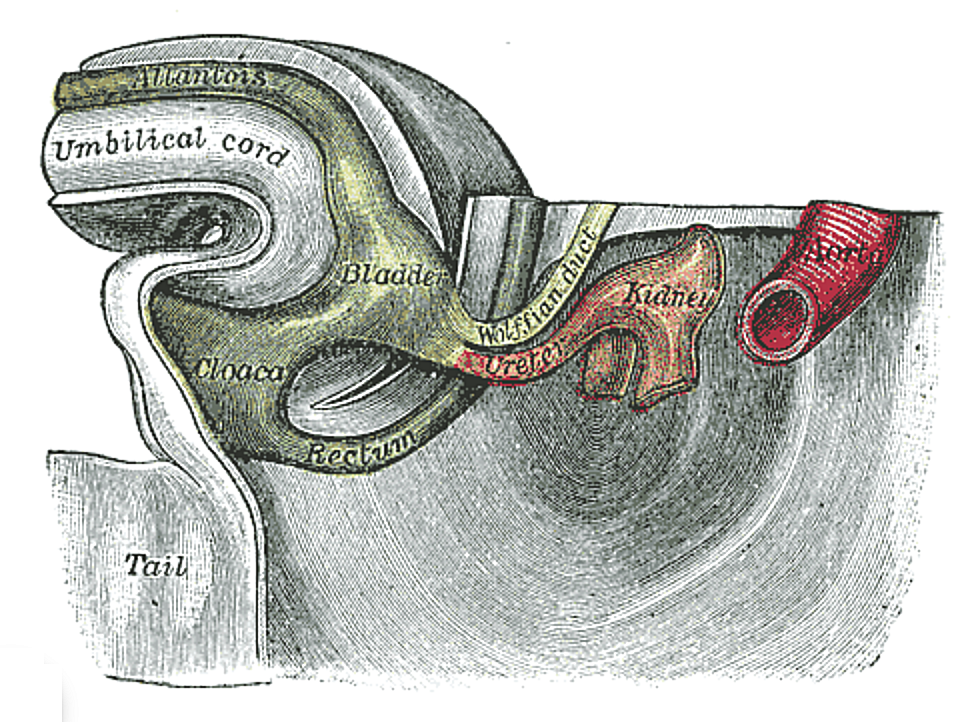
Lidské embryo staré 32-33 dní: ureterální pupen srůstá s nefrogenním blastémem a vzniká definitivní ledvina a její vývodné cesty

Močovod je mezodermálního původu. Vzniká z Wolffova vývodu, na jehož dolním konci se začne diferencovat ureterální pupen. Z něj postupně vznikne močovod, ledvinová pánvička, ledvinové kalichy i sběrací kanálky ledvin. Ledvina samotná, u blanatých tzv. metanephros, vzniká z nefrogenního blastému, který jako čepička nasedne na rostoucí ureterální pupen a obklopí každý vzniklý sběrací kanálek příslušnou částí funkční ledvinové tkáně s nefrony.
Takto vznikají močovody u blanatých obratlovců, u ryb a obojživelníků je močovod i v dospělosti vlastně Wolffův vývod, protože tito živočichové nemají jako definitivní ledvinu metanephros, ale opisthonephros, který u blanatých existuje jen jako embryonální ledvina a během ontogenetického vývoje mizí.

## Galerie obrázků

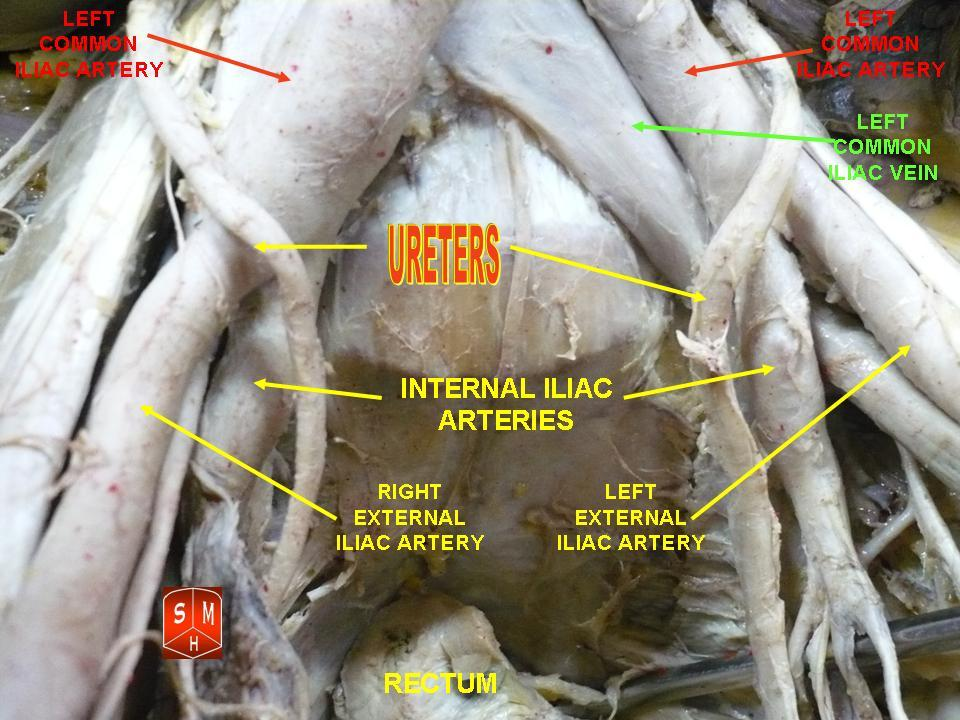
Fotografie z pitvy - vypreparované močovody na přechodu kyčelních cév
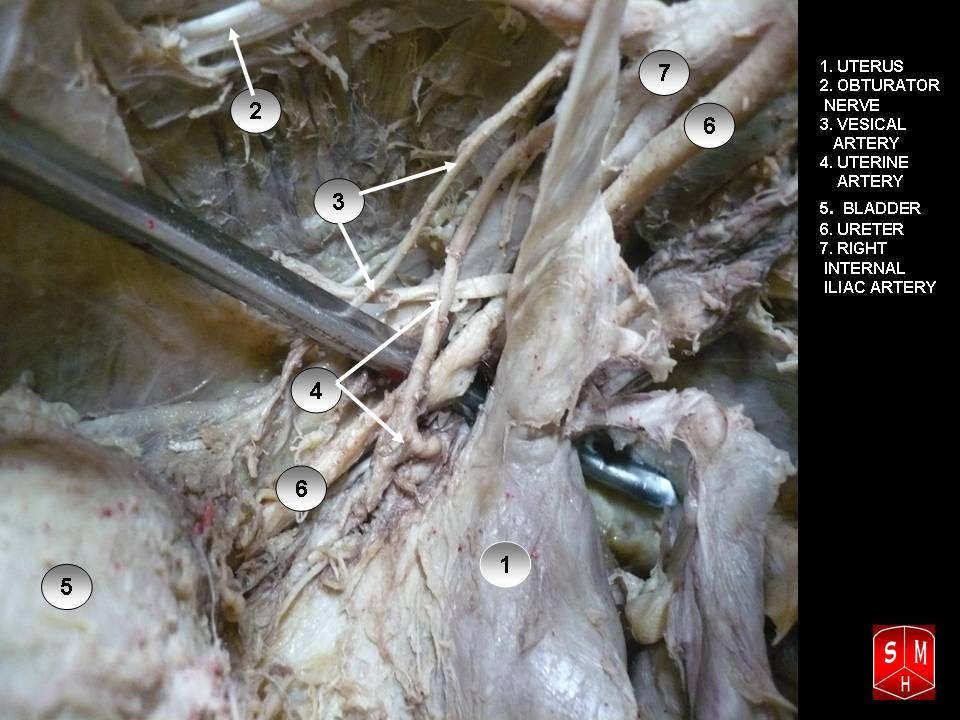
Fotografie z pitvy - pravý močovod a jeho vztah s děložní tepnou
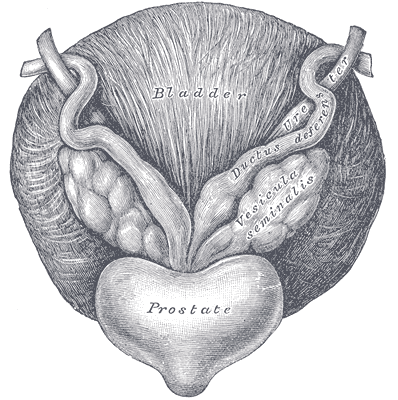
Kresba - křížení močovodu s chámovody na úrovni semenného váčku
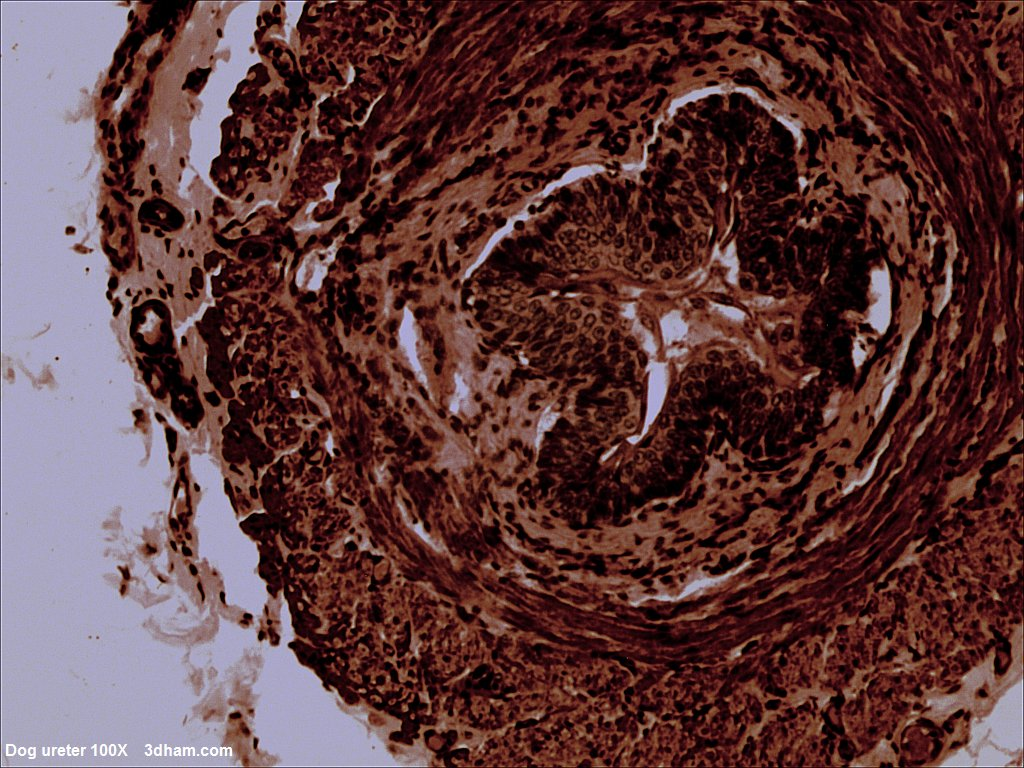
Histologický preparát - příčný řez močovodem psa, zvětšení 100x
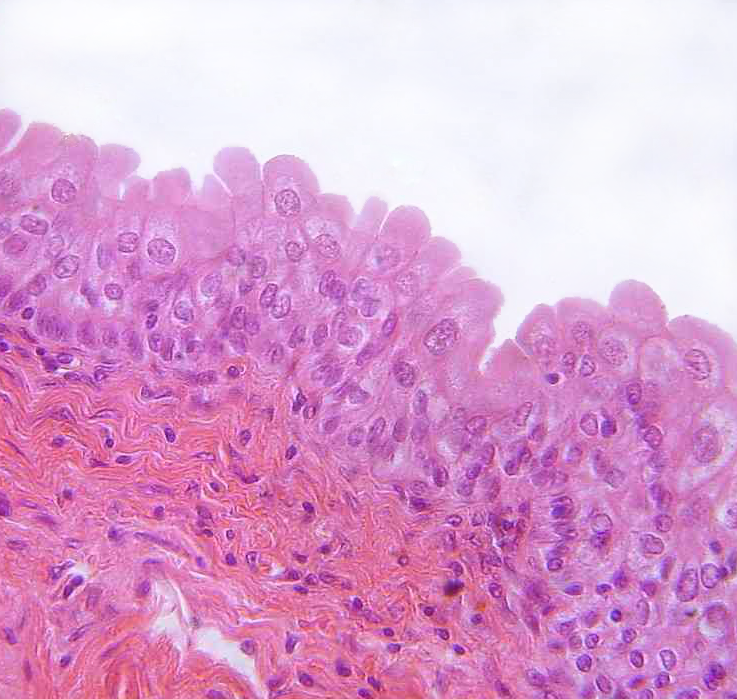
Histologický preparát - přechodný epitel, barvení hematoxylin-eosin